# Karl Jahn (Geistlicher)
Karl August Wilhelm Jahn, auch Carl Jahn (* 8. Juni 1816 in Sandersleben (Anhalt); † 15. Juni 1891 in Berchtesgaden) war ein deutscher evangelisch-lutherischer Geistlicher und Oberhofprediger in Schwerin.

## Leben
Karl Jahn war Sohn eines Ackerbürgers und Weißgerbermeisters in Sandersleben. Gustav Jahn war sein jüngerer Bruder.
Er studierte Evangelische Theologie. Nach seinem Examen war er, wie damals üblich, als Hauslehrer tätig, ab Ostern 1839 im Haus des Obersten, späteren Generals Leopold von Gerlach in Frankfurt an der Oder. Diese Zeit prägte Jahns zeitlebens theologisch pietistische und politisch konservative Haltung. Er wurde ein ernster, „auf persönliche Bekehrung und Heiligung dringende[r] Mann, der Mann, der Orthodoxie und Pietismus in harmonischer Weise in sich vereinigte“. Erste pastorale Erfahrungen konnte er durch den Einfluss Otto von Gerlachs als Pastor des Arbeitshauses in Frankfurt/Oder. Bei den Gottesdiensten für die Insassen assistierte ihm Hans Hugo von Kleist-Retzow, der damals als Referendar in Frankfurt war. 
Am 6. September 1846 wurde er vom damaligen Kirchenpatron, dem Grafen Friedrich von Hahn auf die Pfarrstelle in Schwinkendorf berufen. Von 1850 bis 1891 war er Mitglied der landeskirchlichen Prüfungskommission. Im September 1851 wechselte er nach Ludwigslust. Auf besonderen Wunsch der frommen Großherzogin Auguste erfolgte im Oktober 1855 seine Berufung zum Hofprediger in Schwerin als Nachfolger des verstorbenen Carl Walter. Im Januar 1861 wurde er Oberhofprediger. Fast 36 Jahre war er der Seelsorger des großherzoglichen Hauses. Neben zahlreichen Predigten und Kasualreden bei Taufen, Konfirmationen, Trauungen und Beerdigungen von Angehörigen der großherzoglichen Familie veröffentlichte er eine Lebensbeschreibung der Großherzogin Auguste, in der er sie als Idealbild einer christlichen Fürstin darstellte. Die Biographie erlebte mehrere Auflagen und Übersetzungen ins Englische und Französische.
Am 17. August 1881 hielt Jahn einen der Einweihungsgottesdienste für die Evangelische Pfarrkirche Bad Ischl, die mit finanzieller Unterstützung aus Mecklenburg errichtet worden war. Er starb auf einer Erholungsreise in Berchtesgaden und wurde in Schwerin begraben.
Jahn war zunächst mit Mathilde Braun (1826–1863) verheiratet, einer Kaufmannstochter aus Frankfurt an der Oder. Nach deren Tod heiratete er am 15. Juli 1868 Ina von Schack (1827–1895) aus Retgendorf. Ein Sohn aus der ersten Ehe, Hermann Jahn (1847–1914) wurde 1886 Pastor und später Präpositus in Grabow.

## Auszeichnungen
- Ehrendoktor der Theologischen Fakultät der Universität Rostock im Lutherjahr 1883
- Königlicher Kronen-Orden (Preußen), 3. Klasse (25. März 1880)[5]

## Werke
- Zeugnisse aus Gottes Wort. Rostock: Hirsch 1855
- Zur Gedächtniß-Feier weiland Ihrer Königlichen Hoheit der Frau Großherzogin Auguste von Mecklenburg-Schwerin. Zwei Reden Schwerin 1862 (Digitalisat)
- Auguste, Großherzogin von Mecklenburg-Schwerin. Schwerin: Hildebrand 1863, 3. Auflage 1865, auch Hamburg: Agentur des Rauhen Hauses 1888
  - Augusta, Grand Duchess of Mecklenburg-Schwerin: A biographical sketch. Schwerin: Hildebrand 1864 (Digitalisat)
  - Souvenirs d'Augusta, Duchesse de Mecklembourg Schwerin. Toulouse 1865 (Digitalisat)
  - The Christian Princess. Memoirs of the Grand Duchess Augusta of Mecklenburg Schwerin. Compiled by One of Her Chaplains. London 1870